# Énergie solaire au Maroc

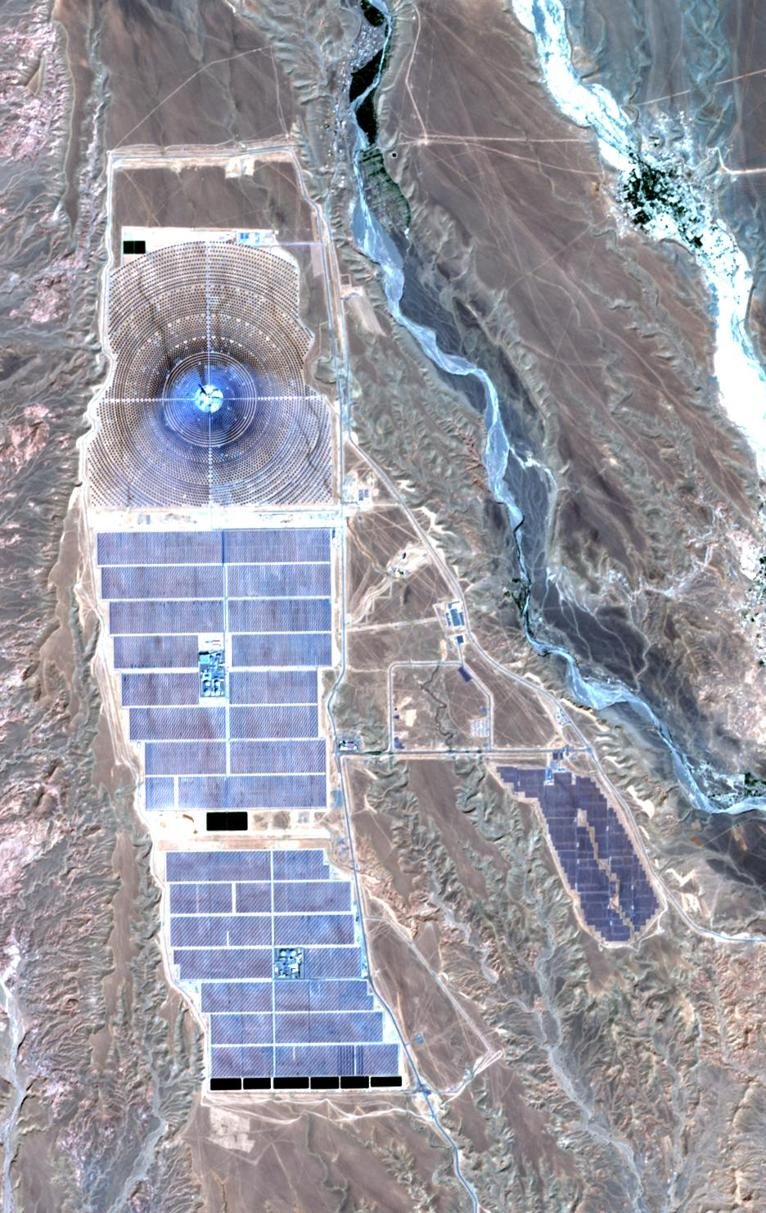
Complexe solaire Noor Ouarzazate, mars 2019.

L'énergie solaire au Maroc est favorisée par son potentiel exceptionnel : le pays possède l'un des taux d'insolation les plus élevés au monde : plus de 2 200 kWh/m2 dans les régions méridionales.
Le Maroc a lancé un programme ambitieux d'énergie solaire, dont le coût est estimé à 9 milliards de dollars, afin de créer une capacité de production d'énergie solaire de 2 000 MWc pour 2020. Mais les retards et les difficultés financières s'accumulent. En 2021, la puissance installée des installations solaires du Maroc atteignait 831 MWc.
La première centrale solaire thermodynamique, Noor Ouarzazate I (160 MWc), a été mise en service en février 2016. La deuxième, Noor Ouarzazate II (200 MWc), a été mise en service en janvier 2018. La troisième, Noor Ouarzazate III, première centrale marocaine utilisant la technologie solaire à tour (150 MWc) a été mise en service en décembre 2018. La quatrième, Noor Ouarzazate IV (70 MWc), de technologie photovoltaïque, a été mise en service fin 2018.
L'énergie solaire a produit 4,3 % de l'électricité du pays en 2021, dont 3 % par les centrales solaires thermodynamiques et 1,3 % par le solaire photovoltaïque. En 2022, cette production a baissé de 20 %, tombant à 3,4 % (2,0 % + 1,4 %).

## Potentiel solaire

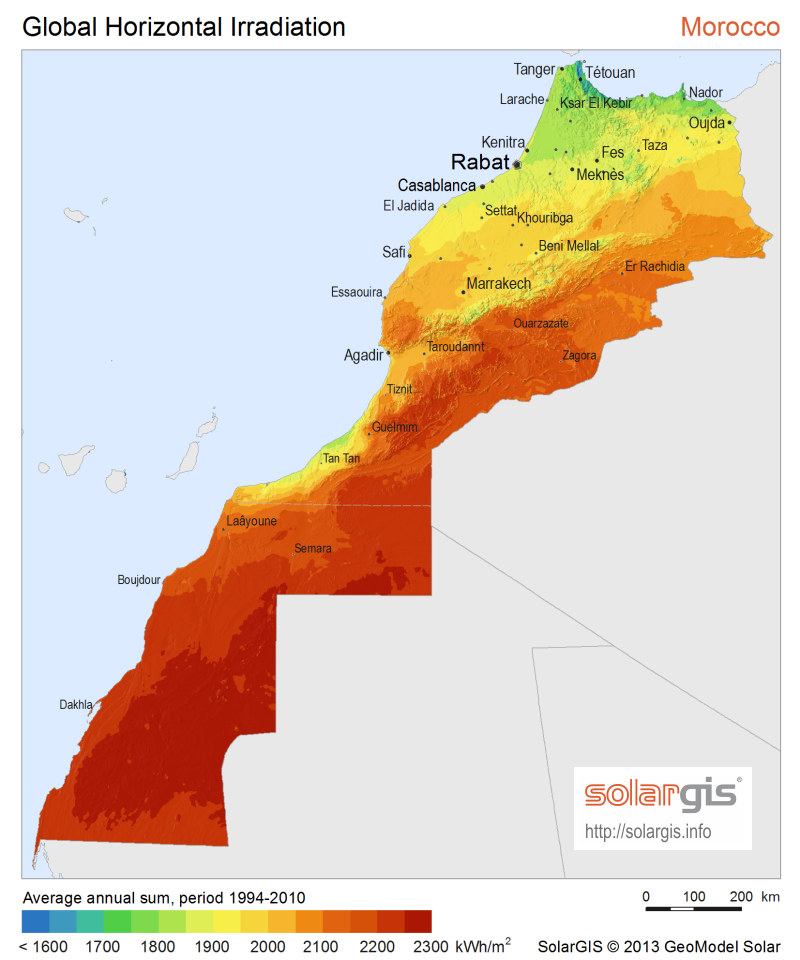
Carte de l'irradiation solaire globale horizontale au Maroc, SolarGIS 2013.

Le potentiel solaire du Maroc est exceptionnel, avec des valeurs d'irradiation annuelle supérieures à 2 200 kWh/m2 dans les régions méridionales, en particulier au Sahara occidental.

## Solaire thermique
Fin 2009, selon l'Agence internationale de l'énergie, la puissance installée cumulée des capteurs solaires thermiques au Maroc atteignait 627 MWth, soit 0,896 Mm2 (millions de m²) de capteurs, représentant 0,13 % du total mondial. La puissance solaire thermique par habitant était de 17,4 Wth fin 2020 contre 460 Wth à Chypre et 23 Wth en France métropolitaine.

## Programme solaire
Le Maroc a lancé un programme ambitieux d'énergie solaire, dont le coût est estimé à 9 milliards de dollars, afin de créer une capacité de production d'énergie solaire de 2 000 MWc.
Le programme marocain de l’énergie solaire « NOOR » vise 2 000 MWc solaires en 2020. Il se compose de :
- NOOR Ouarzazate (510 MW en CSP et 70 MW PV),
- NOOR Tafilalt et Atlas (300 MW en PV),
- NOOR Midelt (300 MW en CSP et 300 MW en PV),
- NOOR Laâyoune et Boujdour (100 MW en PV),
- NOOR Tata (300 MW en CSP et 300 MW en PV) et
- des centrales solaires dans des zones économiques (150 MW en PV).

## Production d'électricité
Selon l'Agence internationale de l'énergie (AIE), les centrales solaires thermodynamiques marocaines ont produit 1 285 GWh en 2021, soit 3,0 % de la production d'électricité du pays, et 863 GWh en 2022 (2,0 %), et le solaire photovoltaïque 534 GWh en 2021 (1,25 %) et 584 GWh en 2022 (1,37 %).
L'AIE estime le taux de pénétration théorique du solaire photovoltaïque, sur la base des puissances installées au 31/12/2023, à environ 7,6 %, nettement inférieur à la moyenne de l'Union européenne : 10,3 % ; l'Espagne est au 1er rang mondial à 21,1 %, la Chine à 9,6 %, l'Afrique du sud à 6,8 %, les États-Unis à 6,0 % et la France à 5,8 %.
Selon l'Office national de l'électricité et de l'eau potable (ONEE), le solaire a produit 1 581 GWh d'électricité en 2019, soit 4 % de la production totale et 4,1 % de la demande d'électricité du pays.
| Année | Prod.solaire thermodynamique | Part prod.élec. | Prod.solaire photovoltaïque | Part prod.élec. | Prod.solaire totale | Part prod.élec. | Accroissement |
| 2014  | 0                            |                 | 0                           |                 | 0                   |                 |               |
| 2015  | 4                            | 0,013 %         | 1                           | 0,003 %         | 5                   | 0,016 %         |               |
| 2016  | 400                          | 1,24 %          | 1                           | 0,003 %         | 401                 | 1,25 %          | x80           |
| 2017  | 414                          | 1,25 %          | 1                           | 0,003 %         | 415                 | 1,25 %          | +3 %          |
| 2018  | 794                          | 2,2 %           | 156                         | 0,4 %           | 950                 | 2,7 %           | +129 %        |
| 2019  | 1 186                        | 2,8 %           | 395                         | 0,9 %           | 1 581               | 3,8 %           | +66 %         |
| 2020  | 1 130                        | 2,8 %           | 389                         | 1,0 %           | 1 519               | 3,8 %           | -4 %          |
| 2021  | 1 285                        | 3,0 %           | 534                         | 1,25 %          | 1 819               | 4,3 %           | +20 %         |
| 2022  | 863                          | 2,0 %           | 584                         | 1,37 %          | 1 447               | 3,4 %           | -20 %         |

## Puissance installée
En 2021, selon l'ONEE, la puissance installée des installations solaires du Maroc atteint 831 MWc. Masen a lancé en juillet 2021 l’appel d’offres pour le projet solaire photovoltaïque « Noor Atlas », d'une capacité cumulée d’environ 260 MW.
Selon l'Agence internationale de l'énergie, la puissance installée du parc photovoltaïque marocain atteint 206 MWc à la fin de 2020. Aucune nouvelle installation n'a été réalisée en 2020. En comparaison, l'Afrique du sud atteint 4 172 MWc.
Selon l'ONEE, en 2019, la puissance installée des installations solaires du Maroc atteignait 711 MWc, sans changement par rapport à 2018 ; elles ont produit 4 % de l'électricité du pays.

## Complexe solaire Noor Ouarzazate
L'Agence marocaine pour l'énergie solaire a lancé un appel à manifestation d'intérêt pour la conception, la construction, l'exploitation, la maintenance et le financement de la première des cinq centrales solaires prévues, le complexe de 500 MW situé dans la ville méridionale de Ouarzazate, qui comprend à la fois des centrales solaires thermodynamiques et photovoltaïques. La construction a officiellement commencé le 10 mai 2013. Le projet est divisé en trois phases : un projet de centrale solaire thermodynamique de 160 MW, une deuxième centrale de même technologie de 200 MW et une centrale à tour solaire de 150 MW,.
La première phase de 160 MW, Noor I, a été mise en service en février 2016. Le projet a été attribué à un consortium dirigé par la société saoudienne ACWA Power, qui vend l'électricité produite 0,19 $/kW-h, et cofinancé par la Banque mondiale et la Banque européenne d'investissement. La deuxième phase, Noor 2 de 200 MW, a été mise en service en janvier 2018, et la troisième phase devait être mise en service d'ici la fin de 2018. Ces trois phases fournissent 580 MW supplémentaires et couvrent 6 000 acres.
En 2021, une enquête est ouverte contre les dirigeants de Masen pour mauvaise gestion et malversations. Cinq ans après le lancement de la première centrale solaire, les retards s’accumulent et les pertes se creusent. Masen, qui avait obtenu un prêt de 20 milliards de dirhams (quelque 1,8 milliard d’euros) auprès d’une dizaine d’institutions internationales avec une garantie de l’État pour financer Noor, voit son déficit enfler. En juillet 2020, le Conseil économique, social et environnemental (CESE) publie un avis critique sur la transition énergétique au Maroc : selon lui, les centrales Noor I, II et III à Ouarzazate font perdre à l’agence publique 800 millions de dirhams (près de 75 millions d’euros) par an. Le coût de revient du kilowatt-heure atteint 1,62 dirham pour Noor 1, 1,38 pour Noor 2 et 1,42 pour Noor 3, tandis le kWh est revendu à l’Office National de l’Électricité et de l’Eau potable (ONEE) à 0,85 dirham.

## Centrales solaires en fonctionnement
Projets solaires d'énergie renouvelable au Maroc déjà en service :
| Nom                      | Puissance (MWc) | Emplacement     | Technologie                                                 | Date mise en service | Notes                                        |
| ------------------------ | --------------- | --------------- | ----------------------------------------------------------- | -------------------- | -------------------------------------------- |
| Airlight Energy Ait-Baha | 3               | Aït Baha        | Miroir cylindro-parabolique                                 | 2014                 | stockage : 5 heures                          |
| Aïn Beni Mathar          | 20              | Aïn Beni Mathar | Miroir cylindro-parabolique                                 | 2010                 | Fonctionne également au gaz naturel (472 MW) |
| Noor I                   | 160             | Drâa-Tafilalet  | Miroir cylindro-parabolique                                 | 4 février 2016       | Partie du complexe solaire Noor Ouarzazate   |
| Noor II                  | 200             | Drâa-Tafilalet  | Miroir cylindro-parabolique                                 | mai 2018             | Partie du complexe solaire Noor Ouarzazate   |
| Noor III                 | 150             | Drâa-Tafilalet  | Tour solaire                                                | décembre 2018        | Partie du complexe solaire Noor Ouarzazate   |
| Noor IV                  | 72              | Drâa-Tafilalet  | Centrale solaire photovoltaïque avec un système de tracking | fin 2018             | Partie du complexe solaire Noor Ouarzazate   |
| Erfoud                   | 40              | Drâa-Tafilalet  | Centrale solaire photovoltaïque                             | octobre 2021         | Partie du projet Noor Tafilalet              |
| Zagora                   | 40              | Drâa-Tafilalet  | Centrale solaire photovoltaïque                             | septembre 2021       | Partie du projet Noor Tafilalet              |
| Missour                  | 40              | Drâa-Tafilalet  | Centrale solaire photovoltaïque                             | septembre 2021       | Partie du projet Noor Tafilalet              |
| Noor Laayoun I           | 85              |                 | Centrale solaire photovoltaïque                             | 2018                 |                                              |
| Noor Boujdour I          | 20              |                 | Centrale solaire photovoltaïque                             | 2018                 |                                              |

La centrale thermo-solaire à cycle combiné intégré d’Ain Béni Mathar (472 MW), mise en service en 2010, comprend une centrale à gaz accouplée à une centrale solaire thermodynamique Abengoa à réflecteurs cylindro-paraboliques de 20 MW couvrant 88 hectares.

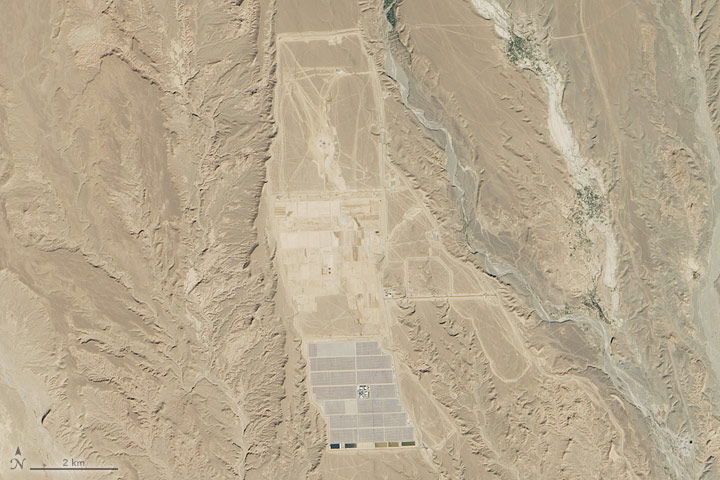
La centrale solaire Noor I à Ouarzazate en décembre 2015, peu avant son inauguration (NASA).

La centrale solaire Noor I (160 MW), centrale solaire thermodynamique à concentration à miroirs cylindro-paraboliques, dotée d'une capacité de stockage de trois heures, a été inaugurée en février 2016 à Ouarzazate,.
Les travaux de réalisation des centrales Noor II et Noor III du complexe solaire Noor Ouarzazate ont été lancés en février 2016. Noor II (200 MW), dotée d'une capacité de stockage de sept heures, sera développée sur la base de la technologie thermosolaire (CSP), avec capteurs cylindro-paraboliques, s'étalera sur une surface maximale de 680 hectares et coûtera 810 M€ (millions d'euros). Noor III (150 MW) utilisera la technologie de la tour thermosolaire, aura près de 8 heures de stockage et coûtera 645 M€. Avec la dernière phase photovoltaïque (Noor IV), Noor Ouarzazate devient le plus grand site de production solaire multitechnologique au monde avec une capacité de 580 MW,.

## Projets de centrales solaires
L’ONEE a mis en place un programme de construction de centrales photovoltaïques d’une puissance globale de 400 MWc à raison d’une puissance unitaire allant de (20 à 30 MWc par centrale, à raccorder au réseau électrique HT (60 kV) :
- projet Noor Tafilalt (75 MWc à 100 MWc) : 3 centrales de 25 MWc chacune, à Zagora, Arfoud et Missour, extensible à 100 MWc ; productible annuel moyen estimé à 120 GWh ; mise en service de la première centrale prévue initialement pour fin 2016, mais a cette date les appels d'offres étaient encore en cours[34].
- projet Noor Atlas (200 MWc) : 8 centrales solaires photovoltaïques d’une puissance unitaire de 10 à 30 MWc, sur les sites de Tata, Bouizakarne, Tantan, Boudnib, Bouanane, Enjil, Outat el Haj et Ain Beni Mathar ; productible annuel moyen estimé à 320 GWh ; mise en service de la première centrale prévue pour fin 2017.
- projet Noor Argana (100 MWc à 125 MWc) : 3 à 4 centrales solaires photovoltaïques à raccorder au réseau HT ; productible annuel moyen estimé à 200 GWh ; mise en service de la première centrale prévue initialement pour fin 2017 ; fin 2016, les études préliminaires étaient en cours[34].

EDF Renouvelables, Masdar et Green of Africa (producteur d'électricité indépendant marocain) ont été choisis pour construire au Maroc un projet innovant d'énergie solaire de 800 MW. Le futur complexe qui doit rentrer en service en 2022 associera la technologie du panneau photovoltaïque à celle de la concentration de chaleur (CSP), qui lui permettra de produire de l'électricité jusqu'à 5 heures après le coucher du soleil. Le mode d'hybridation de ces technologies constitue une première mondiale, selon EDF. La phase de construction doit commencer au dernier trimestre 2019 à 20 kilomètres de la ville de Midelt, dans le centre du Maroc.
Décrit comme « le plus grand complexe solaire multi-techniques au monde » par Masen, Noor Midelt peine à voir le jour. Le lancement de la construction de la première tranche, confiée à un consortium incluant EDF Renouvelables, accuse un retard de deux ans en mai 2021.

## Projets destinés à l'exportation vers l'Europe

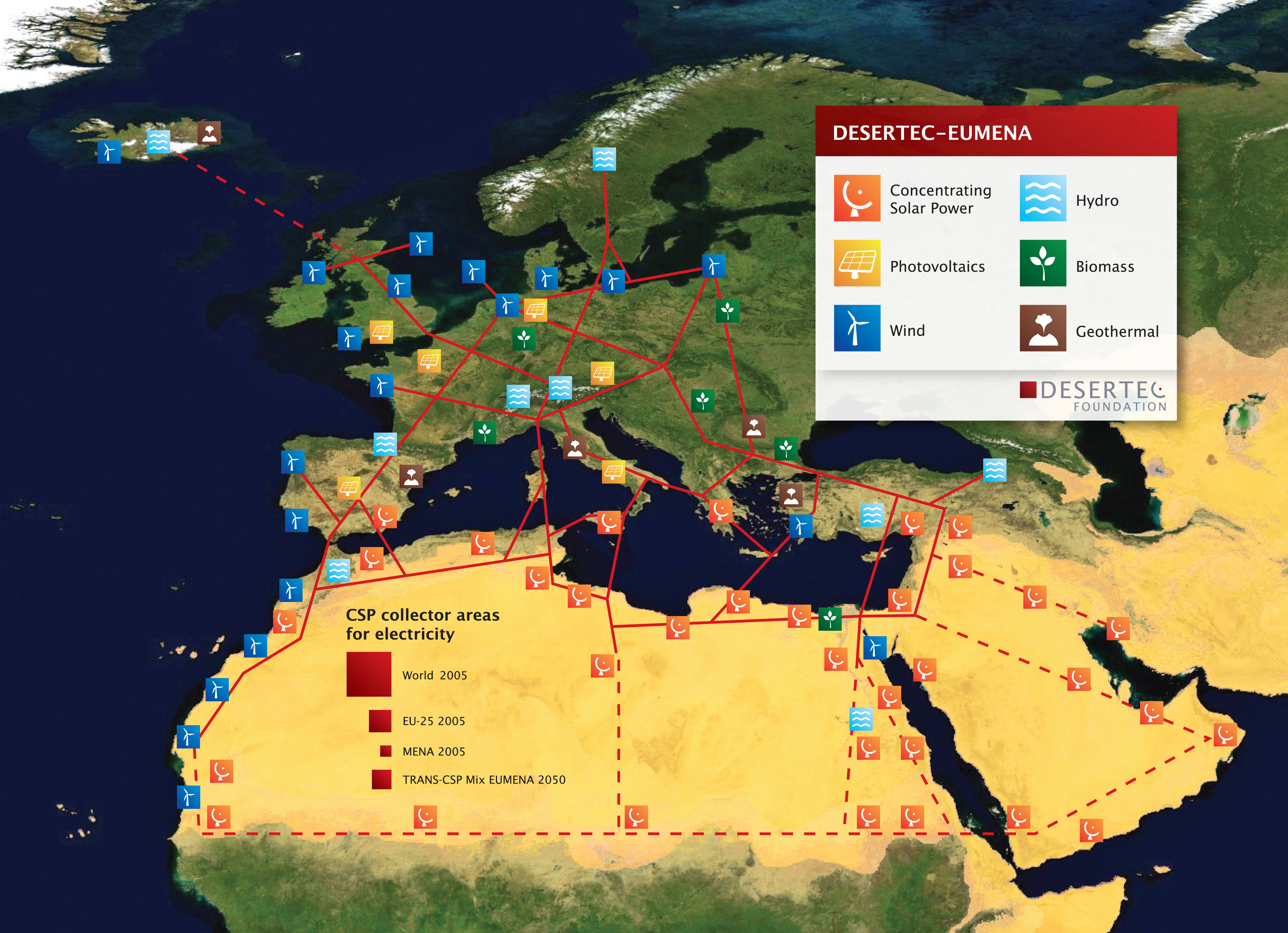
Desertec plan

Le Maroc, seul pays africain à disposer d'une liaison par câble électrique avec l'Europe (2 100 MW), entendait en 2012 bénéficier des 400 milliards d'euros (573,8 milliards de dollars)[réf. nécessaire] que devrait rapporter l'ambitieuse initiative industrielle Desertec à l'échelle du continent.
En juin 2011, le consortium Dii (Desertec Industrial Initiative), fondé en 2009 par les promoteurs du projet Desertec, signe un accord de coopération avec MASEN (Moroccan Agency for Solar Energy) pour la mise en œuvre d’un projet solaire à grande échelle au Maroc. Ce projet vise principalement à démontrer la faisabilité de l'exportation d'électricité d'origine solaire issue du désert vers l’Europe. MASEN est développeur du projet et supervise le processus complet au Maroc, notamment la spécification du projet et l'identification des sites. Dii joue un rôle de facilitateur, et apporte son expertise en développant un dossier commercial viable pour le projet. Celui-ci devait prendre la forme d’un regroupement de centrales thermosolaires et photovoltaïques d’une capacité totale de 500 MW,. La centrale pilote devait alimenter les réseaux espagnols et marocains en électricité entre 2014 et 2016.
En mai 2013, Dii annonce changer de stratégie, seule une faible part de l'énergie produite en Afrique du Nord devant finalement être exportée vers l'Europe. Le consortium a recentré son projet sur la production d'énergie pour l'Afrique sub-saharienne.
En 2021, la société britannique Xlinks développe un projet de 18 milliards de livres de construction d'un complexe éolien et solaire de 10,5 GW au Maroc (7 GWc de solaire et 3,5 GW d'éolien) pour vendre l’électricité produite au Royaume-Uni grâce à une ligne de transport à courant continu haute tension de 3 800 km reliée à des sites au Pays de Galles et dans le Devon. Cette ligne sous-marine de 3,6 GW comprendrait quatre câbles distincts et serait la plus longue liaison sous-marine de transport d’électricité au monde ; elle traverserait les eaux internationales et les eaux territoriales du Portugal, de l’Espagne et de la France, afin de ne pas descendre plus profond que 700 mètres. Les pertes en ligne sont estimées entre 10 % et 12 %, mais ne compromettent pas la rentabilité du projet. Le projet fournirait 26 TWh d’énergie durable au Royaume-Uni, soit 7 % de la demande d’électricité du pays. L’électricité serait vendue au réseau britannique dans le cadre d’un contrat de différence à un prix estimé d'environ 0,048 £/kWh, légèrement supérieur aux prix résultant des appels d’offres récents pour l’éolien off-shore. En avril 2022, Xlinks trouve un fournisseur pour les câbles sous-marins : XLCC, qui prévoit de construire une usine à Hunterston, en Écosse, et de livrer ses premiers câbles en 2025 ; le premier câble devrait ainsi être opérationnel au début de 2027 et les trois autres être mis en service en 2029. Un accord a été conclu avec le National Grid britannique pour deux connexions de 1,8 GW à Alverdiscott dans le nord du Devon. Au Maroc, l’installation de production d’électricité verte serait combinée à une unité de stockage de batteries sur site de 20 GWh/5 GW. Situé dans la région de Guelmim-Oued Noun, au sud du Maroc ; le parc EnR hybride solaire+éolien couvrirait une superficie d’environ 1 500 km2. Xlinks a reçu l’engagement du Maroc à mettre à sa disposition une réserve foncière de 150 000 ha. La presse marocaine émet des doutes sur l'intérêt de ce projet pour le Maroc. En novembre 2022, une consultation publique est lancée dans le Devon sur les installations de connexion du projet au réseau.
Le magazine en ligne Yale Environment 360 identifie les risques sociaux, politiques, éthiques et environnementaux liés à ces projets : impacts sur les populations locales, manque de prise en compte des besoins du pays et des autres pays africains, risque de soutien à l'annexion du Sahara occidental, consommation d'eau dans des zones désertiques, etc.

## Solaire diffus
Le programme d’Électrification Rurale Global (PERG) a permis l'équipement par kits photovoltaïques de 51559 foyers dans 3663 villages durant la période 1998 – 2009 et de 19438 foyers dans 900 villages dans le cadre du projet solaire INDH au cours de la période 2016-2018.

Énergie solaire distribuée au Maroc
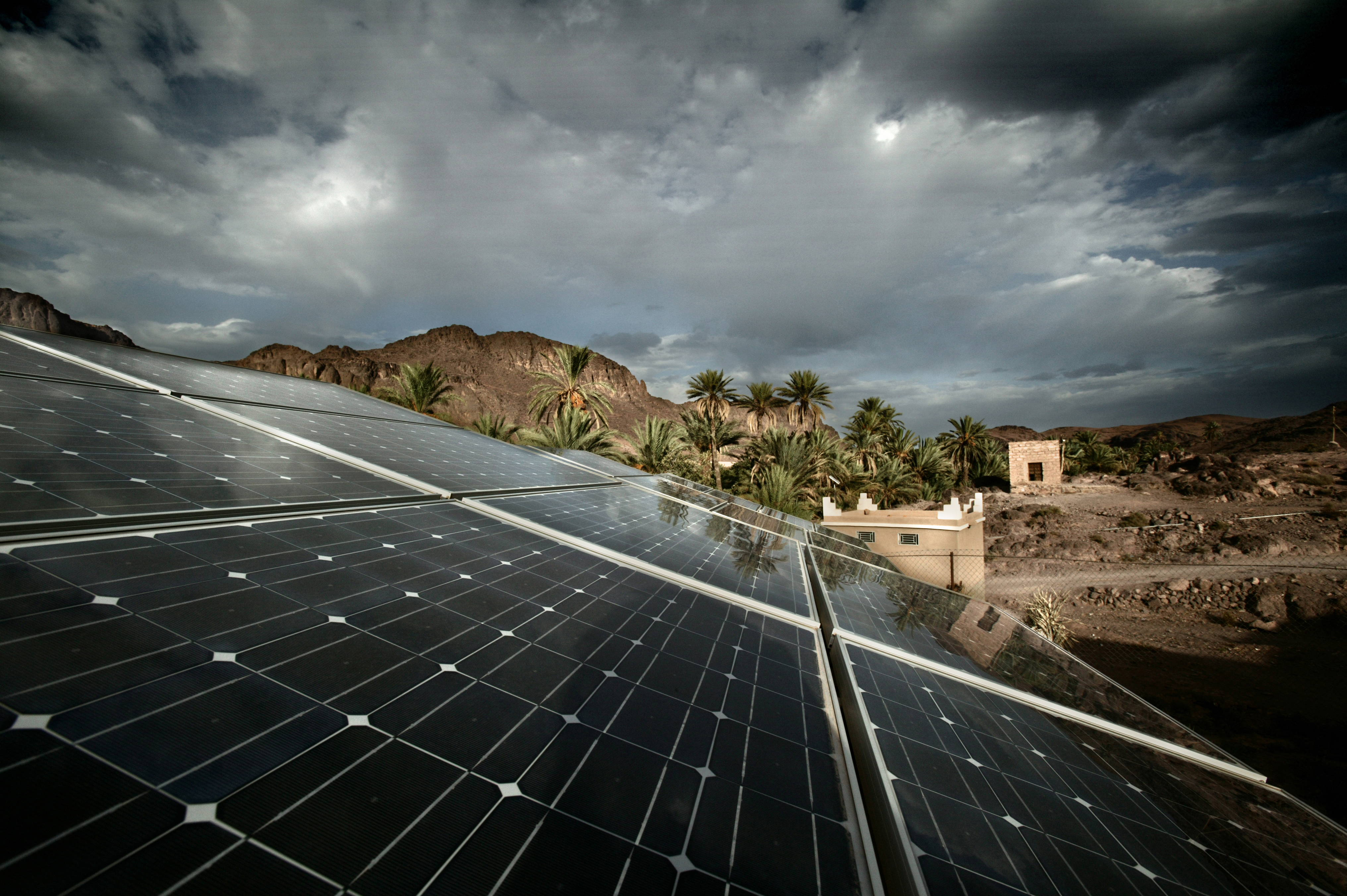
Micro-centrale photovoltaïque au Maroc.
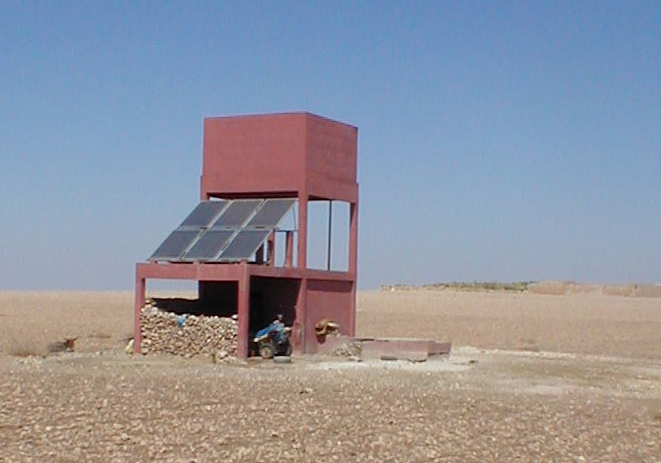
Puits alimenté par des panneaux solaires à Rhamna, près de Marrakech.